# Polypedilum subovatum
Polypedilum subovatum är en tvåvingeart som beskrevs av Freeman 1958. Polypedilum subovatum ingår i släktet Polypedilum och familjen fjädermyggor. Inga underarter finns listade i Catalogue of Life.